# تانوم کیتکاچورن
تانوم کیتکاچورن (تایلندی: ถนอม กิตติขจร؛ زادهٔ ۱۱ اوت ۱۹۱۱ – درگذشته ۱۶ ژوئن ۲۰۰۴) یک سیاست‌مدار اهل تایلند بود. وی دو بار از ۱ ژانویه ۱۹۵۸ تا ۲۰ اکتبر ۱۹۵۸ و سپس از ۹ دسامبر ۱۹۶۳ تا ۱۴ اکتبر ۱۹۷۳ نخست‌وزیر این کشور بود.
تانوم کیتیکاتشورن در ۱۶ ژوئن ۲۰۰۴، در سن ۹۲ سالگی در بیمارستان بانکوک درگذشت.
وی همچنین برندهٔ جوایزی همچون نشان فیل سفید شده‌است.